# Sonja Wigert
Sonja Wigert (* 11. November 1913 in Notodden als Sonja Hansen; † 12. April 1980 in Alfaz del Pi, Spanien) war eine norwegische Schauspielerin. Bekanntheit erlangte sie durch Rollen in schwedischen Filmproduktionen. Während des Zweiten Weltkriegs war sie als Spionin tätig.

## Leben
Sonja Wigert wurde 1913 in Notodden als Tochter von Sigvald Hansen und dessen Frau Carmen geboren. Mit ihren Eltern und ihren beiden jüngeren Brüdern wuchs sie in Skien auf. Ihr drei Jahre jüngerer Bruder Knut Wigert wurde später ebenfalls Schauspieler. In Skien lernte sie Ballett. Um später Modedesignerin zu werden, besuchte sie die staatliche Handwerks- und Kunstindustrieschule in Oslo. Nach ihrer Rückkehr von einer Studienreise in Frankreich und der Schweiz sollte sie eine Handelsschule besuchen. Da ihr Vater jedoch ein Foto von Sonja für den Wettbewerb Finn Norges Garbo! (deutsch Findet Norwegens Garbo!) einsandte und sie diesen gewann, bekam sie 1934 eine kleine Filmrolle in Sangen om Rondane. Des Weiteren erhielt sie ein Engagement am Osloer Theater Det Norske Teatret. Dort debütierte sie im Jahr 1934. Kurz darauf nahm sie den Namen Wigert, den Mädchennamen ihrer Großmutter mütterlicherseits, an.
Am Theater spielte sie zunächst vor allem kleinere Mädchenrollen, bevor sie auch größere Rollen bekam. Sie spielte unter anderem Dyveke im Stück Diktatorinnen und Blanche in Sporvogn til begjær. In der Zeit von 1935 bis 1937 spielte sie am Det Nye Teater. Anschließend arbeitete sie von 1938 bis 1939 am Nationaltheatret. Durch ihr Mitwirken an norwegischen Filmen wie Bra mennesker, Fant und Eli Sjursdotter wurde sie auch in Schweden bekannt. Im Jahr 1939 zog Wigert nach Stockholm und heiratete den Redakteur und Drehbuchautoren Torsten Flodén. Die Ehe endete im Jahr 1941.
In Schweden konnte sich Wigert in den 1940er-Jahren zu einer der bekanntesten Schauspielerinnen entwickeln. Sie spielte dort in Produktionen wie Ombyte av tåg, Hennes lilla majestät und Fallet Ingegerd Bremssen mit. Für ihre Darstellung Räkna de lyckliga stunderna blott erhielt sie eine Auszeichnung beim Filmpreis Charlie. Neben ihrer Tätigkeit in der schwedischen Filmindustrie wirkte sie in den 1940er-Jahren auch in norwegischen und dänischen Produktionen mit und spielte an unterschiedlichen Theatern. Im Jahr 1945 heiratete sie den dänischen Piloten Niels Viggo Halfdan de Meza von Holstein-Rathlou und nahm dessen Namen an. Ihr Ehemann starb 1949 bei einem Flugzeugunglück.
Während des Zweiten Weltkrieges arbeitete sie mit Personen der norwegischen Widerstandsbewegung zusammen. Ab 1942 war sie als Spionin für Schweden tätig. Ihr Auftrag war es, nach Norwegen zu reisen und dort Nachforschungen unter den deutschen Offizieren anzustellen. So bot sie dem Reichskommissar Josef Terboven an, in Schweden zu spionieren. Im Gegenzug dazu forderte sie die Freilassung ihres Vaters, der im Polizeihäftlingslager Grini gefangen genommen worden war. Die Informationen, die sie von Terboven erhalten hatte, gab sie schließlich nach Schweden weiter. Die von ihr erlangten Informationen wurden in Schweden unter anderem dazu genutzt, zwei deutsche Agenten zu verhaften.
Bis Herbst 1943 gelang es ihr, ihre Familie aus Norwegen zu evakuieren und für die CIA zu arbeiten, bevor herauskam, dass Wigert gegen die Deutschen arbeitete. Es wurde daraufhin eine Kampagne gegen Wigert gestartet, die sich auch nach dem Ende des Krieges negativ auf sie auswirkte. Die Gesamtheit ihres Einsatzes gegen den Nationalsozialismus wurde erst etwa 25 Jahre nach ihrem Tod bekannt.
In den 1960er-Jahren begann Wigert sich zurückzuziehen. Sie spielte aber weiter unter anderem im Jahr 1967 am Svenska Riksteatern. Im Jahr 1969 zog sie nach Spanien, wo sie ihre letzten Lebensjahre verbrachte. Sie starb im April 1980 im Alter von 66 Jahren. Im Jahr 2019 wurde der norwegische Spielfilm Spionen veröffentlicht, der von Wigerts Leben handelt.

## Filmografie
- 1934: Sangen om Rondane
- 1937: Bra mennesker
- 1937: Fant
- 1938: Eli Sjursdotter
- 1939: I dag börjar livet
- 1939: Hochzeit auf Befehl
- 1940: Frestelse
- 1940: Ihre Melodie
- 1940: Romans
- 1941: Kjærlighet og vennskap
- 1941: Ung dam med tur
- 1942: Fallet Ingegerd Bremssen
- 1942: Ungdom i bojor
- 1943: Ombyte av tåg
- 1943: Älskling, jag ger mig
- 1944: Mitt folk är icke ditt
- 1944: Räkna de lyckliga stunderna blott
- 1944: … och alla dessa kvinnor
- 1945: Flickor i hamn
- 1945: Onsdagsväninnan
- 1946: Morphium
- 1946: Jag älskar dig, argbigga
- 1946: Liebesbarometer
- 1947: Den hemmelighetsfulle leiligheten
- 1948: Vi flyger på Rio
- 1949: Kvinnan bakom allt
- 1951: Jimmie Hedström - Femme Fatale
- 1951: Alt dette og Island med
- 1953: I dimma dold
- 1954: Foreign Intrigue (Fernsehserie, 1 Folge)
- 1955: Danssalongen
- 1958: Lån meg din kone
- 1960: Eventyrrejsen